# Донні Браско
«Донні Браско» (англ. Donnie Brasco, 1997) — драма режисера Майка Ньюела, заснована на реальній історії співробітника ФБР Джозефа Д. Пістона, впровадженого до мафіозного угрупування «сім'я Бонанно» в 1970-х роках.

## Сюжет
Агент ФБР Джо Пістон (Джонні Депп) під псевдонімом Донні Браско входить в довіру до Бенджаміна «Лівші» Руджейро (Аль Пачіно) — авторитетного члена бруклінського італо-американського злочинного угрупування в Нью-Йорку. «Лівша» допомагає йому увійти в коло злочинців, поручається за нього. Учасник, що поручився за нового члена, відповідає своїм життям, якщо новачок виявиться зрадником. Сам «Лівша» виконує функції «солдата» вже протягом 30 років, що його дуже засмучує. Він не може знайти спільну мову з власним сином, який став наркоманом і вже кілька разів був при смерті від передозування.
Приватне життя Пістона ускладнюється через специфіку його роботи. Дружина все частіше влаштовує скандали, а діти, яких він майже не бачить, ростуть без батька. Пістон з «Лівшею» швидко стають друзями. Він починає розуміти, що більше не грає роль Донні Браско, а стає ним насправді.
У Брукліні до влади приходить Домінік «Санні Чорний» Наполітано, який незадоволений низькими доходами. Керівництво доручає Донні прикрити їх агента в Маямі, що знаходиться на межі провалу. Донні пропонує Санні розгорнути діяльність у Флориді. Під час поліцейської облави на нічний клуб Донні приховує сумку з 300 тис. доларів. Санні починає підозрювати, що в лавах організації діє інформатор. Однак інформатором оголошують іншу людину і вбивають його.
ФБР вирішує припинити операцію. Донні Браско, розуміючи, що в цьому випадку «Лівші» загрожує смерть від рук мафії, готовий запропонувати йому заховані гроші, щоб той зник. Після арешту обох «Лівшу» випускають, і представник ФБР повідомляє Санні «Чорному» і «Лівші», що Донні є їх співробітником. Увечері в квартирі «Лівші» лунає телефонний дзвінок. Його «викликали», а це означає те, що він у найкоротші терміни буде убитий за те, що привів до організації «щура».
За проявлений героїзм Джо Пістон отримує від ФБР медаль і 500 $ премії. Він і його дружина живуть під іншими іменами та охороною ФБР, мафія оголосила про нагороду 500 000 $ за його вбивство.

## У ролях
| Актор           | Роль              |
| --------------- | ----------------- |
| Аль Пачіно      | Лівша             |
| Джонні Депп     | Донні             |
| Майкл Медсен    | Сонні             |
| Бруно Кірбі     | Нікі              |
| Джеймс Руссо    | Полі              |
| Енн Гейч        | Меггі             |
| Желько Іванек   | Тім Керлі         |
| Джеррі Бекер    | Дін Блендфорд ФБР |
| Роберт Міано    | Сонні Ред         |
| Браян Тарантіна | Бруно             |
| Рокко Сісто     | Річі Гаццо        |

| Актор             | Роль                   |
| ----------------- | ---------------------- |
| Зак Греньє        | доктор Бергер          |
| Волт Макферсон    | шериф                  |
| Ронні Фарер       | Аннет                  |
| Террі Серпіко     | власник стриптиз-клубу |
| Ґретчен Мол       | подруга Сонні          |
| Тоні Ліп          | Філлі Лакі             |
| Джордж Анджеліка  | Великий Трін           |
| Вел Ейвері        | Таффіканте             |
| Медісон Арнольд   | Джиллі                 |
| Тім Блейк Нельсон | технік ФБР             |
| Пол Джаматті      | технік ФБР             |